# Afterburn (film)
Pour les articles homonymes, voir Afterburn  (montagnes russes).
Pour plus de détails, voir Fiche technique et Distribution.
Afterburn est un film de science-fiction post-apocalyptique américain réalisé par J. J. Perry et dont la sortie est prévue en 2025. Le scénario, écrit par Matt Johnson et Nimród Antal, est basé sur la série de bandes dessinées Red 5 Comics du même nom, écrite par Scott Chitwood, Paul Ens et Wayne Nichols. Le long métrage met en vedette Dave Bautista, Samuel L. Jackson, Olga Kurylenko et Kristofer Hivju. L'histoire se déroule une décennie après la destruction de la technologie terrestre par une éruption solaire. Le développement initial débute en 2018, puis est interrompu, avant de reprendre en 2024.

## Synopsis
Dans un monde ravagé, une éruption solaire a détruit toutes les formes de technologie dix ans plus tôt. Jake, un ancien soldat, est devenu chasseur de trésors. Il cherche — pour le compte de clients riches et puissants — des objets datant d'avant l'éruption. Il fait équipe avec Drea, une combattante de la liberté, afin de mettre la main sur La Joconde, également convoitée par un seigneur de guerre.

## Fiche technique
Sauf indication contraire, les informations mentionnées dans cette section peuvent être confirmées par les bases de données cinématographiques IMDb et Allociné,  présentes dans la section « Liens externes ».
- Titre original : Afterburn
- Réalisation : J. J. Perry
- Scénario : Matt Johnson et Nimród Antal, d'après la série de bandes dessinées Afterburn de Scott Chitwood, Paul Ens et Wayne Nichols
- Musique : Roque Baños
- Décors : Matt Gant
- Costumes : David Wolfe
- Photographie : José David Montero
- Montage : Luke Dunkley
- Production : Toby Jaffe, Christopher Milburn, Neal H. Moritz et Steve Richards
- Sociétés de production : Original Film, Endurance Media et Dogbone Entertainment
- Société de distribution : Saban Films (États-Unis)
- Budget : N/A
- Pays de production :  États-Unis
- Langue originale : anglais
- Format : couleur
- Genre : science-fiction post-apocalyptique, action
- Durée : N/A
- Dates de sortie[3] : Dates sujettes à modification
  - États-Unis : 22 août 2025
- Classification[4] :
  - États-Unis : R

## Distribution
Sauf indication contraire, les informations mentionnées dans cette section peuvent être confirmées par la base de données cinématographiques IMDb,  présente dans la section « Liens externes ».
- Dave Bautista : Jake
- Olga Kurylenko : Drea[5]
- Samuel L. Jackson : Valentine, un combattant de la liberté[1]
- Kristofer Hivju[5]
- Daniel Bernhardt

## Production

### Genèse et développement
En mars 2008, Tobey Maguire est annoncé comme producteur d'une adaptation cinématographique de la bande dessinée Afterburn créée par Scott Chitwood et Paul Ens, publiée par Red 5 Comics. Le projet est également produit par la société Original Film de Neal H. Moritz. En septembre de la même année, Ryan Kavanaugh et Relativity Media s'engagent également à la production d'Afterburn.
En novembre 2010, il est annoncé que Gerard Butler est en négociations pour jouer dans Afterburn et qu'Antoine Fuqua est en négociations pour le réaliser. 
En avril 2012, c'est finalement Tommy Wirkola qui est confirmé au poste de réalisateur, Antoine Fuqua ayant quitté le projet pour diriger Gerard Butler dans La Chute de la Maison-Blanche. Le 15 février 2018, Jeong Byeong-gil remplace finalement Tommy Wirkola, alors que le scénario est signé Matt Johnson et Nimród Antal, avec des révisions de William N. « Bill » Collage,. En février 2024, J. J. Perry est recruté comme nouveau réalisateur, et les acteurs Dave Bautista et Samuel L. Jackson rejoignent le casting en tant qu'acteurs principaux. 
Le film devait à l'origine être produit par Original Film, société de Neal H. Moritz et Toby Jaffe, G-BASE, société d'Alan Siegel et Gerard Butler, et Endurance Media, société de Steve Richards, et Lewis Taewan Kim. Les producteurs exécutifs du film devaient être Steve Barnett et James Tomlinson. Le financement devait être assuré par Endurance Media. Avec le départ de Gerard Butler et l'arrivée de Dave Bautista, G-BASE s'est retirée pour être remplacé par Dogbone Entertainment et Bautista, Original Film et Endurance Media restant impliqués dans le film.
En mai 2025, Fourth Chance Productions s'est vu attribuer 7,7 millions de dollars par un arbitre pour fraude liée au financement du projet après que le bailleur de fonds du film, Tristian Peter, a été reconnu coupable d'avoir fraudé la société et violé un contrat d'achat dans lequel il s'était engagé à verser 7,5 millions de dollars pour la production du film en échange d'un crédit de producteur exécutif.   

### Tournage
Le tournage débute le 10 mai 2024 à Bratislava, en Slovaquie,, et se termine le 27 juin. José David Montero est le directeur de la photographie.
Le montage est assuré par Luke Dunkley. En juillet 2025, il est indiqué que Roque Baños a composé la musique du film.

## Sortie
L'avant-première du film est prévue dans certains cinémas américains le 22 août 2025,.